# Düsseldorfer Turn- und Sportverein Fortuna 1895 1975-1976
Questa voce raccoglie le informazioni riguardanti il Düsseldorfer Turn- und Sportverein Fortuna 1895 nelle competizioni ufficiali della stagione 1975-1976.

## Stagione
Nella stagione 1975-1976 il Fortuna Düsseldorf, allenato da Sepp Piontek e Manfred Krafft, concluse il campionato di Bundesliga al 12º posto. In Coppa di Germania il Fortuna Düsseldorf fu eliminato ai quarti di finale dal Kaiserslautern.

## Rosa
| N. |                        | Ruolo | Calciatore        |
| -- | ---------------------- | ----- | ----------------- |
|    | Germania (bandiera)    | P     | Kurt Büns         |
|    | Germania (bandiera)    | P     | Wilfried Woyke    |
|    | Germania (bandiera)    | D     | Heiner Baltes     |
|    | Germania (bandiera)    | D     | Peter Czernotzky  |
|    | Germania (bandiera)    | D     | Fred Hesse        |
|    | Germania (bandiera)    | D     | Egon Köhnen       |
|    | Germania (bandiera)    | D     | Werner Kriegler   |
|    | Germania (bandiera)    | D     | Gerd Zimmermann   |
|    | Germania (bandiera)    | C     | Dieter Brei       |
|    | Stati Uniti (bandiera) | C     | Peter Dani        |
|    | Germania (bandiera)    | C     | Horst-Franz Degen |

| N. |                        | Ruolo | Calciatore         |
| -- | ---------------------- | ----- | ------------------ |
|    | Germania (bandiera)    | C     | Gerd Zewe          |
|    | Germania (bandiera)    | A     | Werner Albrecht    |
|    | Germania (bandiera)    | A     | Klaus Allofs       |
|    | Germania (bandiera)    | A     | Karl-Heinz Brücken |
|    | Germania (bandiera)    | A     | Peter Dam          |
|    | Germania (bandiera)    | A     | Reiner Geye        |
|    | Germania (bandiera)    | A     | Dieter Herzog      |
|    | Paesi Bassi (bandiera) | A     | Hannes Lalopua     |
|    | Svezia (bandiera)      | A     | Jan Mattsson       |
|    | Germania (bandiera)    | A     | Wolfgang Seel      |

## Organigramma societario
Area tecnica
- Allenatore: Manfred Krafft
- Allenatore in seconda:
- Preparatore dei portieri:
- Preparatori atletici:

## Calciomercato

### Sessione estiva
| Acquisti | Acquisti               | Acquisti                      | Acquisti |
| R.       | Nome                   | da                            | Modalità |
| -------- | ---------------------- | ----------------------------- | -------- |
| A        | Klaus Allofs           | Fortuna Düsseldorf (juniores) |          |
| A        | Hannes Lalopua         | Heracles Almelo               |          |
| A        | Frank-Michael Schonert | Göttingen                     |          |

| Cessioni | Cessioni               | Cessioni         | Cessioni |
| R.       | Nome                   | a                | Modalità |
| -------- | ---------------------- | ---------------- | -------- |
| A        | Frank-Michael Schonert | Bayer Leverkusen |          |

### Sessione invernale
| Acquisti | Acquisti     | Acquisti | Acquisti |
| R.       | Nome         | da       | Modalità |
| -------- | ------------ | -------- | -------- |
| A        | Jan Mattsson | Öster    |          |

| Cessioni | Cessioni | Cessioni | Cessioni |
| R.       | Nome     | a        | Modalità |
| -------- | -------- | -------- | -------- |

## Risultati

### Bundesliga

#### Girone di andata
| Arbitro: | Haselberger |

|                      |           |                           |
| Dietz 74’ Krause 85’ | Marcatori | 29’ Zimmermann 47’ Herzog |

| Arbitro: | Meuser |

|                                            |           |                         |
| Geye 12’, 53’ Baltes 34’ Brei 65’ Seel 90’ | Marcatori | 3’ Hrubesch 76’ Lippens |

| Arbitro: | Walther |

|  |           |                |
|  | Marcatori | 41’ Zimmermann |

| Arbitro: | Linn |

|            |           |                |
| Herzog 88’ | Marcatori | 15’ Hölzenbein |

| Arbitro: | Engel |

|                                                          |           |  |
| Müller 20’ Zobel 41’ Rummenigge 53’ Beckenbauer 58’, 83’ | Marcatori |  |

| Arbitro: | Quindeau |

|                          |           |           |
| Brei 28’ (rig.) Seel 78’ | Marcatori | 54’ Brück |

| Arbitro: | Frickel |

|                                |           |               |
| Erler 17’ Frank 75’ Bründl 81’ | Marcatori | 7’ Zimmermann |

| Arbitro: | Jensen |

|  |           |                        |
|  | Marcatori | 18’ Krauth 71’ Trenkel |

| Arbitro: | Riegg |

|                                        |           |  |
| Røntved 27’ Görts 52’ Weist 67’ (rig.) | Marcatori |  |

| Arbitro: | Antz |

|                     |           |  |
| Herzog 70’ Geye 72’ | Marcatori |  |

| Düsseldorf 25 ottobre 1975, ore 15:30 CET 11ª giornata | Fortuna Düsseldorf | 0 – 0 referto | Colonia | Rheinstadion (22 000 spett.)\| Arbitro: \| Biwersi \| |
| Arbitro:                                               | Biwersi            |               |         |                                                       |

| Arbitro: | Aldinger |

|                        |           |  |
| Thiele 21’ Fischer 29’ | Marcatori |  |

| Düsseldorf 8 novembre 1975, ore 15:30 CET 13ª giornata | Fortuna Düsseldorf | 0 – 0 referto | Kickers Offenbach | Rheinstadion (8 500 spett.)\| Arbitro: \| Ohmsen \| |
| Arbitro:                                               | Ohmsen             |               |                   |                                                     |

| Arbitro: | Dreher |

|              |           |  |
| Heynckes 72’ | Marcatori |  |

| Arbitro: | Schmoock |

|                                   |           |  |
| Seel 25’ Geye 54’ Brei 62’ (rig.) | Marcatori |  |

| Arbitro: | Haselberger |

|                            |           |          |
| Toppmöller 23’, 80’ (rig.) | Marcatori | 60’ Geye |

| Arbitro: | Walther |

|            |           |  |
| Köhnen 77’ | Marcatori |  |

#### Girone di ritorno
| Arbitro: | Gabor |

|            |           |                    |
| Herzog 80’ | Marcatori | 58’, 70’, 71’ Worm |

| Arbitro: | Horstmann |

|                          |           |                  |
| Lippens 38’ Hrubesch 48’ | Marcatori | 1’, 17’ Mattsson |

| Arbitro: | Messmer |

|                                  |           |         |
| Mattsson 11’, 18’ Zimmermann 47’ | Marcatori | 60’ Miß |

| Arbitro: | Biwersi |

|                                                       |           |                  |
| Nickel 9’, 80’ Neuberger 45’ Beverungen 57’ Kraus 85’ | Marcatori | 3’, 24’ Mattsson |

| Arbitro: | Picker |

|          |           |                 |
| Hesse 1’ | Marcatori | 65’ Beckenbauer |

| Arbitro: | Lutz |

|                        |           |                     |
| Brück 18’ Kostedde 47’ | Marcatori | 49’ Seel 83’ Köhnen |

| Arbitro: | Gabor |

|                                                |           |                                             |
| Brei 29’ (rig.) Hollmann 78’ (aut.) Herzog 88’ | Marcatori | 12’ (rig.) Gersdorff 36’ Frank 74’ Popivoda |

| Arbitro: | Linn |

|            |           |  |
| Trenkel 4’ | Marcatori |  |

| Arbitro: | Zuchantke |

|                            |           |  |
| Mattsson 45’ Geye 53’, 55’ | Marcatori |  |

| Arbitro: | Schröder |

|                             |           |  |
| Riege 14’ Funkel 16’ (rig.) | Marcatori |  |

| Arbitro: | Frickel |

|                                         |           |  |
| Konopka 20’ Glowacz 38’, 50’ Müller 53’ | Marcatori |  |

| Arbitro: | Walther |

|              |           |                  |
| Mattsson 71’ | Marcatori | 36’, 44’ Fischer |

| Arbitro: | Roth |

|          |           |            |
| Berg 26’ | Marcatori | 41’ Herzog |

| Arbitro: | Kindervater |

|          |           |            |
| Brei 44’ | Marcatori | 41’ Jensen |

| Arbitro: | Meuser |

|            |           |                     |
| Hayduk 76’ | Marcatori | 57’, 62’ Zimmermann |

| Arbitro: | Walz |

|                                              |           |             |
| Seel 38’ Herzog 74’, 80’, 90’ Zimmermann 77’ | Marcatori | 35’ Briegel |

| Arbitro: | Gabor |

|                                |           |                |
| Eigl 30’ Nogly 46’ Volkert 66’ | Marcatori | 27’ Zimmermann |

### Coppa di Germania
| Arbitro: | Dreher |

|  |           |            |
|  | Marcatori | 59’ Köhnen |

| Arbitro: | Kammann |

|                          |           |                            |
| Blacha 20’ Hansemann 40’ | Marcatori | 32’, 85’ Köhnen 48’ Herzog |

| Arbitro: | Kindervater |

|                                            |           |                                     |
| Geye 28’ Allofs 55’ Seel 62’ Kriegler 117’ | Marcatori | 6’, 47’ Köper 9’ Kaczor 92’ Gerland |

| Arbitro: | Roth |

|              |           |                                      |
| Eggeling 30’ | Marcatori | 73’ Zimmermann 102’ Herzog 105’ Seel |

| Arbitro: | Eschweiler |

|                                         |           |                              |
| Mattsson 15’ Seel 40’ Bonhof 73’ (aut.) | Marcatori | 55’ Jensen 86’ (rig.) Bonhof |

| Arbitro: | Riegg |

|                                       |           |  |
| Toppmöller 34’ Frosch 82’ Schwarz 88’ | Marcatori |  |

## Statistiche

### Statistiche di squadra
| Competizione      | Punti | In casa | In casa | In casa | In casa | In casa | In casa | In trasferta | In trasferta | In trasferta | In trasferta | In trasferta | In trasferta | Totale | Totale | Totale | Totale | Totale | Totale | DR  |
| Competizione      | Punti | G       | V       | N       | P       | Gf      | Gs      | G            | V            | N            | P            | Gf           | Gs           | G      | V      | N      | P      | Gf     | Gs     | DR  |
| ----------------- | ----- | ------- | ------- | ------- | ------- | ------- | ------- | ------------ | ------------ | ------------ | ------------ | ------------ | ------------ | ------ | ------ | ------ | ------ | ------ | ------ | --- |
| Bundesliga        | 30    | 17      | 8       | 6       | 3       | 32      | 18      | 17           | 2            | 4            | 11           | 15           | 39           | 34     | 10     | 10     | 14     | 47     | 57     | -10 |
| Coppa di Germania | -     | 2       | 1       | 1       | 0       | 7       | 6       | 4            | 3            | 0            | 1            | 7            | 6            | 6      | 4      | 1      | 1      | 14     | 12     | +2  |
| Totale            | 30    | 19      | 9       | 7       | 3       | 39      | 24      | 21           | 5            | 4            | 12           | 22           | 45           | 40     | 14     | 11     | 15     | 61     | 69     | -8  |

### Andamento in campionato
| Giornata  | 1 | 2 | 3 | 4 | 5 | 6 | 7 | 8 | 9  | 10 | 11 | 12 | 13 | 14 | 15 | 16 | 17 | 18 | 19 | 20 | 21 | 22 | 23 | 24 | 25 | 26 | 27 | 28 | 29 | 30 | 31 | 32 | 33 | 34 |
| --------- | - | - | - | - | - | - | - | - | -- | -- | -- | -- | -- | -- | -- | -- | -- | -- | -- | -- | -- | -- | -- | -- | -- | -- | -- | -- | -- | -- | -- | -- | -- | -- |
| Luogo     | T | C | T | C | T | C | T | C | T  | C  | C  | T  | C  | T  | C  | T  | C  | C  | T  | C  | T  | C  | T  | C  | T  | C  | T  | T  | C  | T  | C  | T  | C  | T  |
| Risultato | N | V | V | N | P | V | P | P | P  | V  | N  | P  | N  | P  | V  | P  | V  | P  | N  | V  | P  | N  | N  | N  | P  | V  | P  | P  | P  | N  | N  | V  | V  | P  |
| Posizione | 8 | 1 | 2 | 3 | 5 | 4 | 7 | 9 | 13 | 12 | 9  | 12 | 12 | 15 | 11 | 12 | 12 | 13 | 13 | 12 | 12 | 12 | 13 | 13 | 13 | 12 | 13 | 13 | 13 | 14 | 14 | 14 | 12 | 12 |

Legenda:

Luogo: C = Casa; T = Trasferta. Risultato: V = Vittoria; N = Pareggio; P = Sconfitta.

### Statistiche dei giocatori
| Giocatore     | Bundesliga | Bundesliga | Bundesliga  | Bundesliga | Coppa di Germania | Coppa di Germania | Coppa di Germania | Coppa di Germania | Totale   | Totale | Totale      | Totale     |
| Giocatore     | Presenze   | Reti       | Ammonizioni | Espulsioni | Presenze          | Reti              | Ammonizioni       | Espulsioni        | Presenze | Reti   | Ammonizioni | Espulsioni |
| ------------- | ---------- | ---------- | ----------- | ---------- | ----------------- | ----------------- | ----------------- | ----------------- | -------- | ------ | ----------- | ---------- |
| W. Albrecht   | 0          | 0          | 0           | 0          | 0                 | 0                 | 0                 | 0                 | 0        | 0      | 0           | 0          |
| K. Allofs     | 12         | 0          | 0           | 0          | 2                 | 1                 | 0                 | 0                 | 14       | 1      | 0           | 0          |
| H. Baltes     | 34         | 1          | 2           | 0          | 6                 | 0                 | 1                 | 0                 | 40       | 1      | 3           | 0          |
| D. Brei       | 33         | 5          | 1           | 0          | 6                 | 0                 | 0                 | 0                 | 39       | 5      | 1           | 0          |
| K. Brücken    | 2          | 0          | 0           | 0          | 2                 | 0                 | 0                 | 0                 | 4        | 0      | 0           | 0          |
| K. Büns       | 5          | 0          | 0           | 0          | 2                 | 0                 | 0                 | 0                 | 7        | 0      | 0           | 0          |
| P. Czernotzky | 14         | 0          | 0           | 0          | 4                 | 0                 | 0                 | 0                 | 18       | 0      | 0           | 0          |
| P. Dam        | 0          | 0          | 0           | 0          | 0                 | 0                 | 0                 | 0                 | 0        | 0      | 0           | 0          |
| P. Dani       | 0          | 0          | 0           | 0          | 0                 | 0                 | 0                 | 0                 | 0        | 0      | 0           | 0          |
| H. Degen      | 7          | 0          | 0           | 0          | 0                 | 0                 | 0                 | 0                 | 7        | 0      | 0           | 0          |
| R. Geye       | 32         | 7          | 3           | 0          | 6                 | 1                 | 1                 | 0                 | 38       | 8      | 4           | 0          |
| D. Herzog     | 32         | 9          | 4           | 1          | 5                 | 2                 | 0                 | 0                 | 37       | 11     | 4           | 1          |
| F. Hesse      | 33         | 1          | 0           | 0          | 6                 | 0                 | 0                 | 0                 | 39       | 1      | 0           | 0          |
| W. Kriegler   | 29         | 0          | 2           | 0          | 5                 | 1                 | 0                 | 0                 | 34       | 1      | 2           | 0          |
| E. Köhnen     | 28         | 2          | 1           | 0          | 5                 | 3                 | 0                 | 0                 | 33       | 5      | 1           | 0          |
| H. Lalopua    | 0          | 0          | 0           | 0          | 0                 | 0                 | 0                 | 0                 | 0        | 0      | 0           | 0          |
| J. Mattsson   | 16         | 8          | 2           | 0          | 2                 | 1                 | 1                 | 0                 | 18       | 9      | 3           | 0          |
| F. Schonert   | 6          | 0          | 0           | 0          | 0                 | 0                 | 0                 | 0                 | 6        | 0      | 0           | 0          |
| W. Seel       | 34         | 5          | 2           | 0          | 6                 | 3                 | 0                 | 0                 | 40       | 8      | 2           | 0          |
| W. Woyke      | 29         | 0          | 2           | 0          | 4                 | 0                 | 0                 | 0                 | 33       | 0      | 2           | 0          |
| G. Zewe       | 34         | 0          | 1           | 0          | 6                 | 0                 | 0                 | 0                 | 40       | 0      | 1           | 0          |
| G. Zimmermann | 33         | 8          | 2           | 0          | 6                 | 1                 | 0                 | 0                 | 39       | 9      | 2           | 0          |